# Anny Wienbruch
Anny Wienbruch (* 9. Juli 1899 in Sablon bei Metz; † 14. Juli 1976 in Kierspe) war eine deutsche Schriftstellerin und Autorin von Kinderbüchern.

## Leben

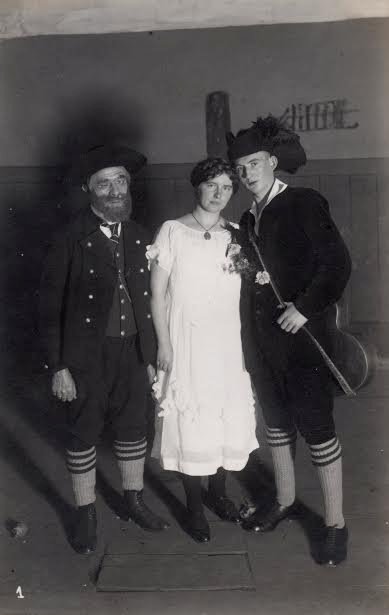
Anny Wienbruch Anfang des 20. Jahrhunderts

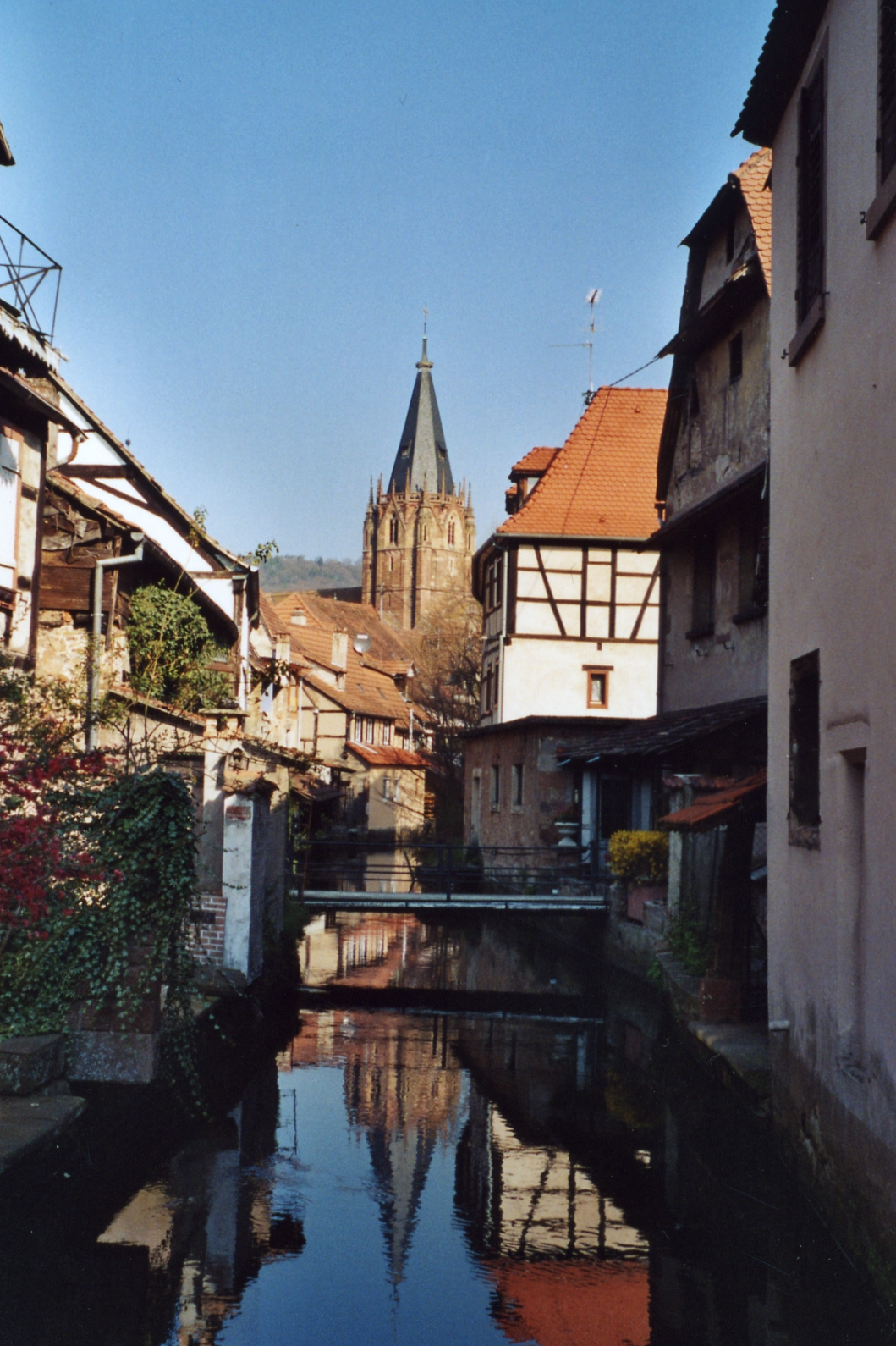
Weißenburg (Elsass)

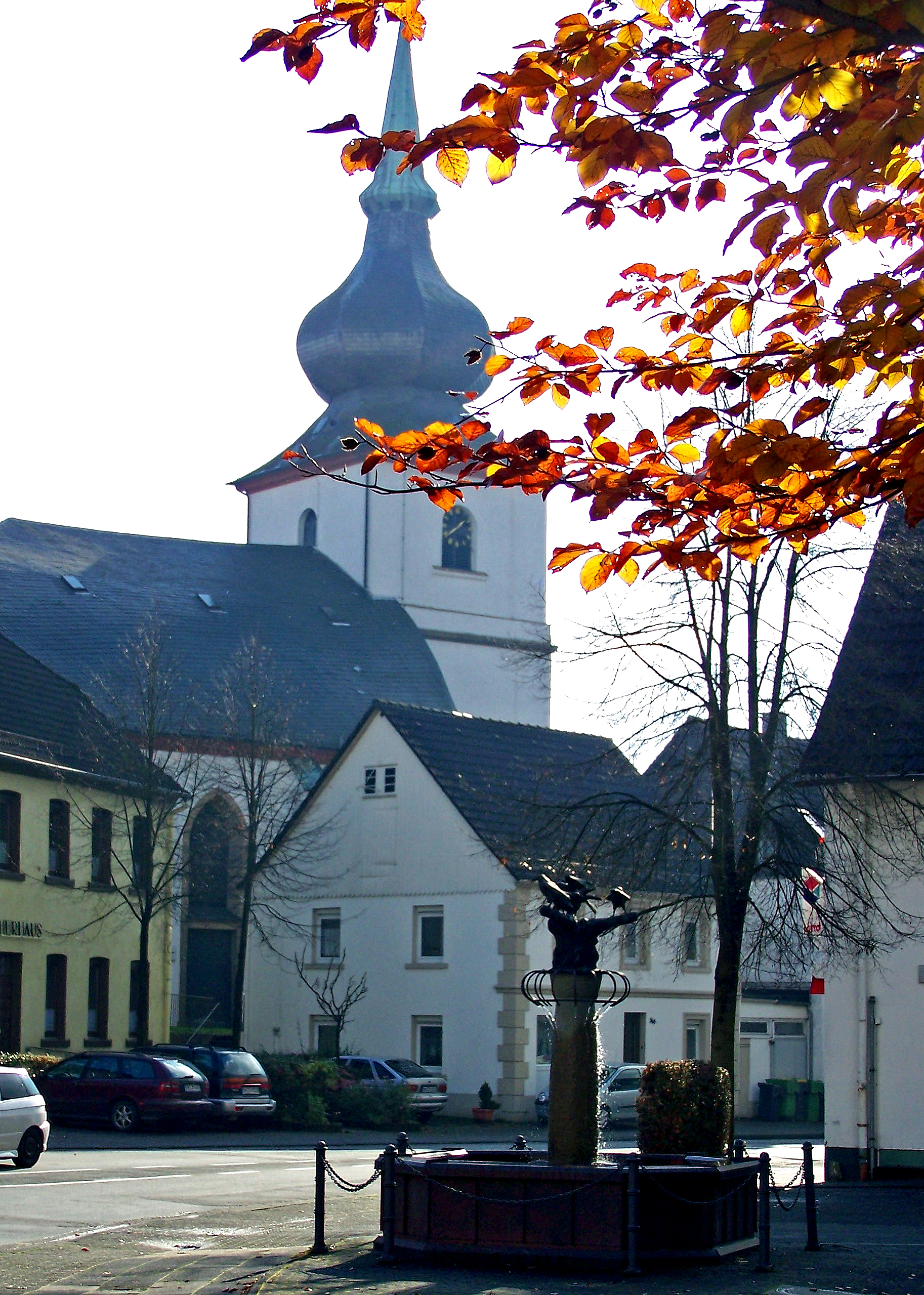
Kierspe

Anny Wienbruch kam als Tochter eines Berufssoldaten in Sablon bei Metz zur Welt und wuchs in Weißenburg im Elsass auf, wo ihr Vater am Katasteramt tätig war. Nach dem Besuch der Höheren Töchterschule wurde sie in das Lehrerinnenseminar in Straßburg aufgenommen. 1918 legte sie die Lehrerinnenprüfung ab. Ihre erste Anstellung erhielt sie in Weißenburg, wurde aber im französisch gewordenen Elsass als sogenannte Reichsdeutsche im Februar 1919 entlassen und ausgewiesen. So kam sie mit ihren Eltern nach Kierspe im Sauerland in die Heimat ihres Vaters, wo sie 44 Jahre lang als Volksschullehrerin unterrichtete.
Wienbruch schrieb um die 80 Bücher, die eine Gesamtauflage von weit über 200.000 Exemplaren erzielten; die meisten davon Kinderbücher. Sie schrieb aber auch Romane, Erzählungen, Märchen, Gedichte und Lieder. In den letzten zehn Jahren ihres Lebens verfasste sie vor allem Bücher mit historischem Inhalt.
In Kierspe erinnert das seit dem 26. Juli 2012 bestehende Fritz-Linde-Museum am Höferhof 23, in dem viele Bilder, ihre Werke und ihre Manuskripte ausgestellt werden, auch an Anny Wienbruch.

## Werke

### Auswahl
- Der goldene Griffel. Das neue Schwesterchen. Erzählung. Verlag des Erziehungsvereins, Barmen, Elberfeld 1922.
- Eva. Roman. Verlag des Erziehungsvereins, Barmen, Elberfeld 1923.
- Das braune Herz und andere Geschichten und Märchen. Verlag des Erziehungsvereins, Barmen, Elberfeld 1924.
- Wegegedanken. Gedichte. Verlag des Erziehungsvereins, Barmen, Elberfeld 1924.
- Kinder-Reime. Allerlei Lieder. Verlag des Erziehungsvereins, Barmen, Elberfeld 1925.
- Marlenes gutes Jahr. Erzählung. Müller, Barmen 1928.
- Wetterleuchten im Wasgau. Ein Zeitbild aus der Freiheitsbewegung im Elsaß. Ernte-Verlag, Potsdam 1930.
- Ossi sucht ihr Vaterland. Erzählung. Gundert, Stuttgart 1940.
- Margret kämpft um die Heimat. Erzählung. Gundert, Stuttgart 1940.
- Strubbel und sein Soldat. Eine Kindergeschichte. Gundert, Stuttgart 1940.
- Die Sturmhofkinder. Heilmann, Gladbeck 1949.
- Jochens Fahrt ins Glück. Heilmann, Gladbeck 1950.
- Annemie und die Klasse IV. Ensslin & Laiblin Verlag, Reutlingen 1951.
- Andrea. Ein Mädel wählt seinen Weg. R. Brockhaus, Wuppertal 1953.
- Petra, ein famoses Mädel. R. Brockhaus, Wuppertal 1954.
- Frauke, ein Schulmädel. R. Brockhaus, Wuppertal 1956.
- Nicht vergeblich. Schweickhardt, Lahr-Dinglingen 1961.
- Sie folgten dem Stern. Sechs Weihnachtserzählungen. Schweickhardt, Lahr-Dinglingen 1962.
- Meine Freundin Mirjam. Jüdische Schicksale. Quell-Verlag (Bibl. Germania Judaica Köln), Stuttgart 1962.
- … ein neues Lied. Erzählungen. Verlag Goldene Worte, Stuttgart-Sillenbuch 1963.
- Lebenserinnerungen. 2 Bde. Schweickhardt, Lahr-Dinglingen.
  - Bd. 1: Ihr glücklichen Augen. Meine Lebenserinnerungen. 1967
  - Bd. 2: Es war doch so schön. 1968
- Der Leibarzt des Zaren. Schweickhardt, Lahr-Dinglingen 1970.
- Die Libelle. Schweickhardt, Lahr-Dinglingen 1971.
- Antje, ein Schulmädel. Kinderbuch. Schweickhardt, Lahr-Dinglingen 1972.
- Im Schatten des Zaren. Schweickhardt, Lahr-Dinglingen 1972.
- Das Geheimnis um Zar Alexander I. Schweickhardt, Lahr-Dinglingen 1973.
- Ein Leben für Gustav Adolf. Die Geschichte des Pfalzgrafen von Zweibrücken und der Schwester Gustav Adolfs. Schweickhardt, Lahr-Dinglingen 1974.
- Zwei aus Klasse IV. Kinderbuch. R. Brockhaus, Wuppertal 1974.
- Briefe aus Canada. Schweickhardt, Lahr-Dinglingen 1975.
- Das Lied der Schaukel. Hänssler, Neuhausen 1975.
- Die Apostel. Schweickhardt, Lahr-Dinglingen 1975.
- Ein König wird frei. Schweickhardt, Lahr-Dinglingen 1975.
- Berni findet einen Freund. Kinderbuch. R. Brockhaus, Wuppertal 1976.
- Die ungekrönte Königin. Sophie Dorothea, die Gefangene von Alden. Schweickhardt, Lahr-Dinglingen 1976.

### Postum
- Andi erlebt soviel Freude. Kinderbuch. Schweickhardt, Lahr-Dinglingen 1977.
- Die Tat einer Mutter. Drei Erzählungen. Schweickhardt, Lahr-Dinglingen 1977.
- Adelheid, Königin und Kaiserin. Schweickhardt, Lahr-Dinglingen 1978.